# Calycanthus brockianus
Calycanthus brockianus Ferry & Ferry f. – gatunek rośliny z rodziny kielichowcowatych (Calycanthaceae Lindl.). Występuje naturalnie tylko w Georgii (USA). 

## Morfologia
PokrójKrzew dorastający do 1–2, rzadko 3 m wysokości. Pędy początkowo prosto wzniesione, z wiekiem krzewy stają się bardziej rozłożyste. Pędy owłosione, początkowo żółtozielone, z czasem czerwownobrązowe.
LiścieJajowate do eliptycznych o długości do 11 cm i do 5 cm szerokości. Nasada liści jest wąsko zaokrąglona lub zbiegająca. Blaszka liściowa jest całobrzega o ostrym wierzchołku. Ogonek liściowy ma 4–9 mm długości.
KwiatyPromieniste, obupłciowe, pojedyncze. Mierzą ok. 4 cm średnicy. Osadzone są na szypułkach nieco ponad 1 cm długich. Wyróżniają się jasnymi, żółto-zielonymi listkami okwiatu wyrastającymi spiralnie na dzbankowatym dnie kwiatowym. W sumie listków tych jest 25–26. Osiągają 15 mm długości i w większości do 3,5 mm szerokości, przy czym zewnętrzne są nieco szersze (do 5 mm). Pręcików jest 12.
OwoceNiełupki o podłużnym kształcie. Zawierają owłosione, jasnoczerwonawe nasiona o długości ok. 6 mm.

## Biologia i ekologia
Rośnie w górskich lasach, zwykle razem z kielichowcem wonnym.